# Kamienica Schmidtów w Łodzi
Kamienica Schmidtów – kamienica położona na rogu ulicy Piotrkowskiej oraz Radwańskiej w Łodzi. 

## Historia
W 1869 roku właścicielem nieruchomości była Maria Reichel, która sprzedała ją za cenę dwóch tysięcy rubli Juliuszowi i Emilii Schmidtom. W 1881 roku, na miejscu drewnianego domu, małżeństwo rozpoczęło budowę kamienicy, do której projekt tworzył Edward Kreutzburg. Prace zakończono w 1893 roku, a ich efektem było powstanie trzypiętrowego budynku z lokalami usługowymi na parterze oraz luksusowymi mieszkaniami na wyższych kondygnacjach. W narożnej części budynku działała apteka, której pierwszym właścicielem był M. Epstein. 
W latach 1897–1902 kamienica znajdowała się w rękach Emilii i Emila Müllerów, a następnie Marii i Andrzeja Lutrosińskich.  

## Architektura
Przy właściwej kamienicy stoi piętrowa dobudówka, która stanowi część budynku. Całość utrzymana jest w stylu eklektycznym, w którym można dostrzec elementy neorenesansowe oraz neobarokowe.